# ناصر النصر
ناصر إبراهيم النصر (مواليد 11 يوليو 1995، لاعب كرة قدم قطري يجيد اللعب في مركز الوسط مع نادي الشمال.

## مسيرة اللاعب
كانت بداياته مع نادي السد و كانت له تجربة في الفئات السنية في نادي فياريال و لعب بعدها مع نادي أم صلال ونادي معيذر ونادي المرخية ونادي قطر ونادي الخريطيات ونادي الشمال.

## روابط خارجية
- ناصر النصر على موقع Soccerway.com (الإنجليزية)